# Bobby Miller
Bobby Miller (Elk Grove Village, Illinois, 5 de abril de 1999) es un jugador profesional estadounidense de béisbol que se desempeña en la posición de lanzador en Los Angeles Dodgers, equipo de las Grandes Ligas de Béisbol (MLB).

## Carrera
Fue seleccionado en la primera ronda en el Draft de la MLB de 2020. En 2023 hizo su debut profesional con el equipo Los Angeles Dodgers, donde lleva jugando una temporada.